# Grille (mise en page)
Pour les articles homonymes, voir Grille.

Une grille typographique grille composée de séries d'axes verticaux et horizontaux s'intersectant.

Typographie arrangée « fer à gauche » le long de la grille.

Une grille typographique est une structure à deux dimensions, composée de séries d'axes verticaux et horizontaux se croisant. Elle est utilisée pour structurer un contenu.
La grille sert comme une armature sur laquelle un graphiste peut organiser textes et images de manière rationnelle et facile à comprendre. Le terme moins commun de « grille de référence » est un système sans rapport dont on trouve les origines dans les premiers jours de l'imprimerie.

## Histoire

### Antécédents
Avant l'invention de l'impression à la typographie au plomb, on utilisait de simples grilles basées sur des proportions optimales pour l'écriture à la main sur papier.

Construction du canon de division harmonieuse.

Au XIIIe siècle, Villard de Honnecourt, maître d'œuvre, a créé le « canon de division harmonieuse », utilisé en mise en page pour dessiner les proportions des marges dans le cadre de la page. Cette méthode est encore enseignée au XXIe siècle.

### Évolution vers la grille moderne
Après la Seconde Guerre mondiale, un certain nombre de designers dont Max Bill, Emil Ruder, et Josef Müller-Brockmann, influencés par les idées de Jan Tschichold, dans son livre, Die neue Typographie (La Nouvelle Typographie), ont commencé à questionner la légitimité de la grille de mise en page de ce temps-là. Ils ont commencé à concevoir un système souple, capable d'aider les designers à obtenir une cohérence dans l'organisation de la page.
Le résultat en est la grille typographique moderne, associée au style typographique international. Le travail précurseur sur le sujet de Systèmes de grille pour le design graphique, par Müller-Brockmann, a aidé à la propagation de l'utilisation des grilles en premier en Europe, et plus tard, en Amérique du Nord.

## Usage dans le développement web
Si les systèmes de grille ont eu un usage important dans les médias imprimés, les développeurs web s'y sont récemment beaucoup intéressés. Un certain nombre de systèmes de grilles permet de spécifier une largeur fixe à des éléments.
Un certain nombre de frameworks CSS contiennent leur propre système de grille :
- Bootstrap
- Foundation
- Cascade Framework